# Columbiana (Alabama)
Columbiana es una ciudad ubicada en el condado de Shelby en el estado estadounidense de Alabama. En el censo de 2000 su población era de 3316 habitantes.

## Demografía
En el 2000 la renta per cápita promedia del hogar era de $ 34.034$ , y el ingreso promedio para una familia era de 44.798$. El ingreso per cápita para la localidad era de 18.086$. Los hombres tenían un ingreso per cápita de 34.350$ contra 21.193$ para las mujeres.

## Geografía
Columbiana está situado en 33°11′1″N 86°36′34″O / 33.18361, -86.60944 (33.183545, -86.609365).
Según la Oficina del Censo de los EE. UU., la ciudad tiene un área total de 15.21 millas cuadradas (39.40 km ²).